# کوتشین (ناحیه پلزن-شمالی)

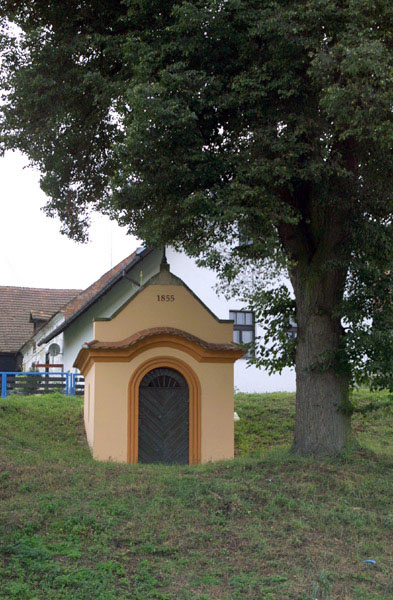
منطقه مسکونی در چک

کوتشین (به چکی: Kočín) یک منطقهٔ مسکونی در جمهوری چک است که در ناحیه پلزن-شمالی واقع شده‌است. کوتشین ۳٫۷۶ کیلومتر مربع مساحت و ۱۲۰ نفر جمعیت دارد و ۴۰۰ متر بالاتر از سطح دریا واقع شده‌است.